# 극장판 진격의 거인 2기: 각성의 포효
《극장판 진격의 거인 2기: 각성의 포효》(일본어: 劇場版 進撃の巨人 Season2 覚醒の咆哮)는 2018년에 대한민국에서 개봉한 일본의 애니메이션 영화이다.

## 성우진
- 카지 유우키 : 에렌 목소리 역
- 이시카와 유이 : 미카사 목소리 역
- 이노우에 마리나 : 아르민 목소리 역
- 시모노 히로 : 코니 목소리 역
- 코바야시 유우 : 사샤 목소리 역
- 미카미 시오리 : 크리스타 목소리 역
- 후지타 사키 : 유미르 목소리 역
- 호소야 요시마사 : 라이너 목소리 역
- 하시즈메 토모히사 : 베르토르토 목소리 역
- 타니야마 키쇼 : 장 목소리 역
- 시마무라 유우 : 애니 목소리 역
- 츠다 켄지로우 : 한네스 목소리 역
- 박로미 : 한지 목소리 역
- 오노 다이스케 : 에르빈 목소리 역
- 카미야 히로시 : 리바이 목소리 역
- 코야스 타케히토 : 짐승 거인 목소리 역